# CA 3 de Febrero
Club Atlético 3 de Febrero jest paragwajskim klubem piłkarskim z siedzibą w mieście Ciudad del Este w departamencie Alto Paraná.

## Osiągnięcia
- Mistrz drugiej ligi paragwajskiej (Segunda división paraguaya):  2004
- Mistrz trzeciej ligi paragwajskiej (Primera de Ascenso): 2000
- Mistrz ligi departamentu Alto Paraná (Liga Paranaense) (6): 1973, 1975, 1977, 1986, 1992, 1997

## Historia
Klub założony został 20 listopada 1970 roku i rozpoczął grę w lokalnej lidze departamentu Alto Paraná zwanej Liga Paranaense. W roku 2000 3 de Febrero awansował do drugiej ligi paragwajskiej (Segunda división paraguaya), którą wygrał w roku 2004 i w 2005 roku zadebiutował w pierwszej lidze (Primera división paraguaya).